# Sharon (Geòrgia)
Sharon és una població dels Estats Units a l'estat de Geòrgia. Segons el cens del 2000 tenia 105 habitants.

## Demografia
Segons el cens del 2000, Sharon tenia 105 habitants, 46 habitatges, i 28 famílies. La densitat de població era de 52 habitants/km².
Dels 46 habitatges en un 17,4% hi vivien nens de menys de 18 anys, en un 43,5% hi vivien parelles casades, en un 15,2% dones solteres, i en un 37% no eren unitats familiars. En el 32,6% dels habitatges hi vivien persones soles el 13% de les quals corresponia a persones de 65 anys o més que vivien soles. El nombre mitjà de persones vivint en cada habitatge era de 2,28 i el nombre mitjà de persones que vivien en cada família era de 2,86.
Per edats la població es repartia de la següent manera: un 15,2% tenia menys de 18 anys, un 9,5% entre 18 i 24, un 22,9% entre 25 i 44, un 37,1% de 45 a 60 i un 15,2% 65 anys o més.
L'edat mediana era de 46 anys. Per cada 100 dones de 18 o més anys hi havia 128,2 homes.
La renda mediana per habitatge era de 19.167 $ i la renda mediana per família de 17.500 $. Els homes tenien una renda mediana de 24.375 $ mentre que les dones 12.083 $. La renda per capita de la població era de 10.519 $. Entorn del 23,5% de les famílies i el 31,8% de la població estaven per davall del llindar de pobresa.

## Poblacions més properes
El següent diagrama mostra les poblacions més properes.